# Carl-Gustaf Lilje
Carl-Gustaf Lilje, född 28 februari 1920 i Nyköping, död 8 augusti 2007 i Tumba, var en svensk ingenjör.
Lilje, som var son till stationsinspektor Gustaf Lilje och Alma Nilsson, avlade studentexamen i Södertälje 1938 och utexaminerades från Kungliga Tekniska högskolan 1942. Han anställdes vid arméförvaltningens tygavdelning 1942, var anställd vid Stockholms gasverk 1944–1947 och 1948–1951, var artilleriingenjör vid Mariningenjörkåren och tjänstgjorde vid marinförvaltningens artilleritekniska byrå 1947–1948, blev ingenjör vid Industrigasföreningen 1951, förste ingenjör vid Stockholms gas- och vattenverk 1953 och var överingenjör där från 1958. Han skrev artiklar i facktidskrifter.